# Kim Morgan Greene
Kim Morgan Greene (ur. w 1960 w Karolinie Północnej) – amerykańska aktorka filmowa i telewizyjna.
Występowała w roli Channing Carter Colby w serialu stacji ABC Dynastia Colbych (The Colbys, 1985–1987) – spin-offie opery mydlanej Dynastia. W latach 1983–1984 wcielała się w postać Nicole Love w operze mydlanej NBC Inny świat (Another World). W komedii Bratz (Bratz: The Movie, 2007) zagrała filmową matkę Skyler Shaye, Katie.
W roku 2002 wystąpiła jako Roxie Hart w musicalu Chicago, wystawianym przez bostoński North Shore Music Theatre.